# Musée d'art de Kramatorsk
Le musée d'art de Kramatorsk (ukrainien : Краматорський художній музей) est un musée d'art en Ukraine.

## Historique
Il est fondé en 1967, en prenant la suite d'une galerie d'art créée en 1959.

## Galerie d'images

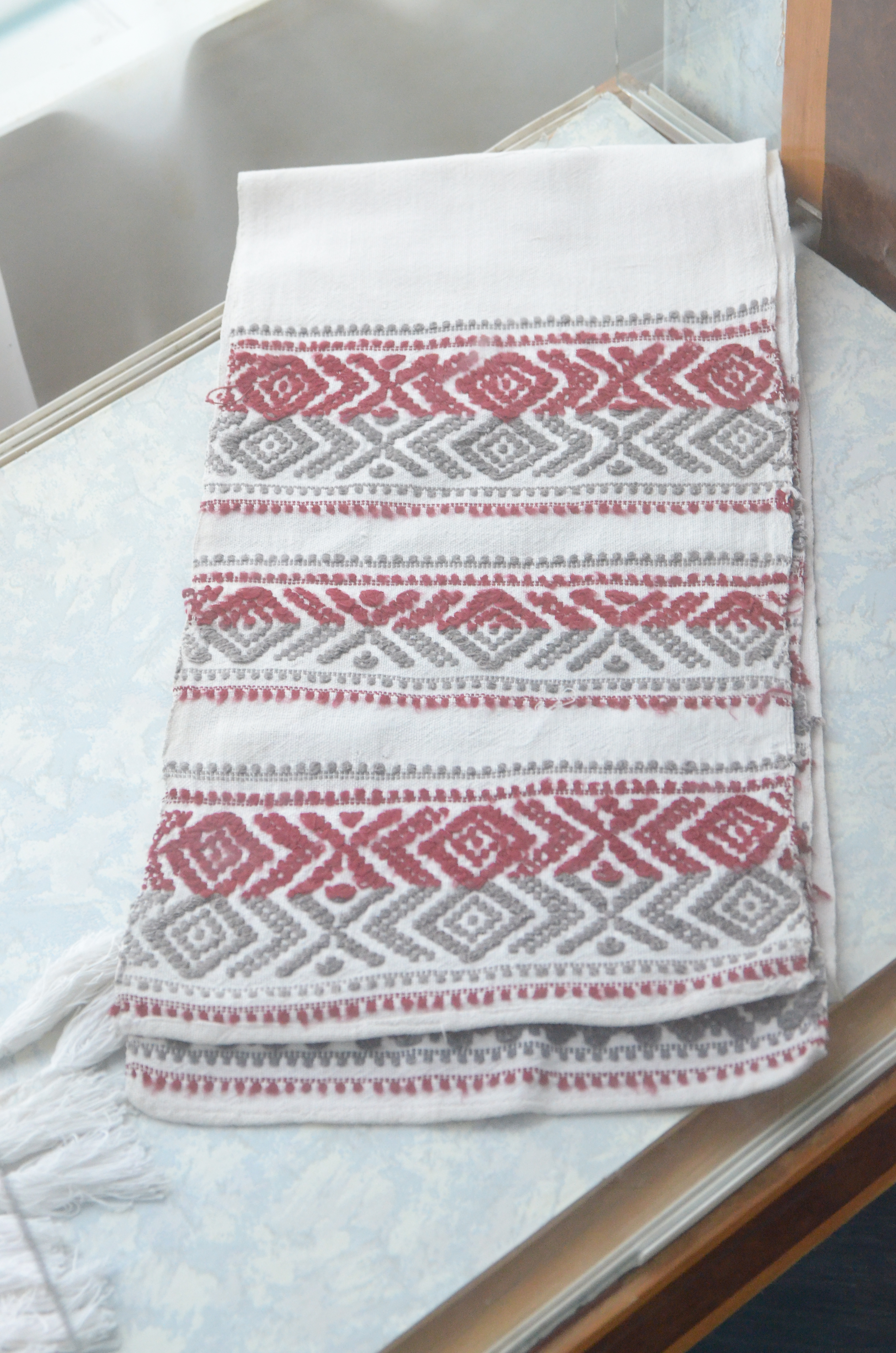
Rouchnik, 12e siècle.
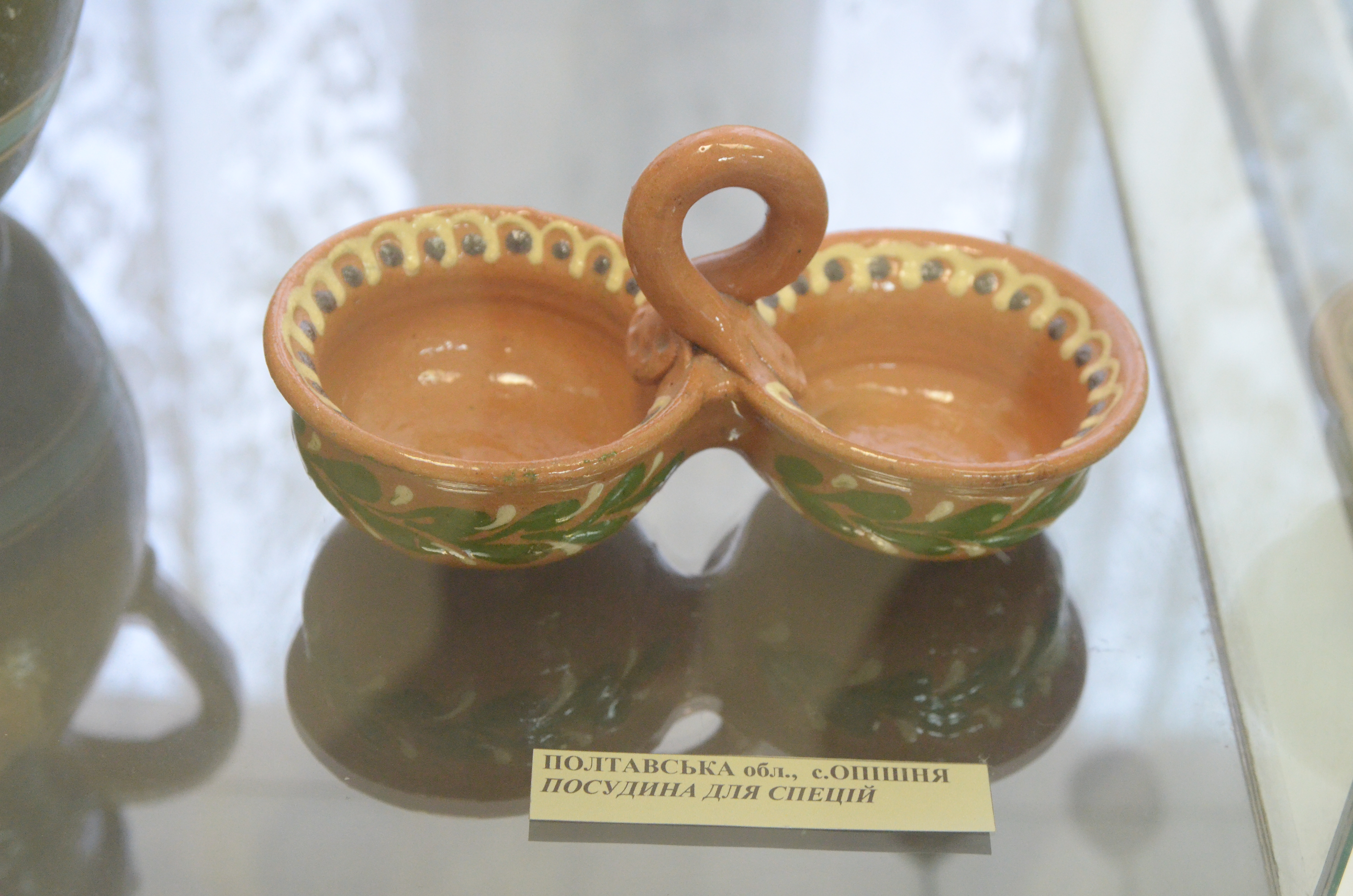
Pot à épices.
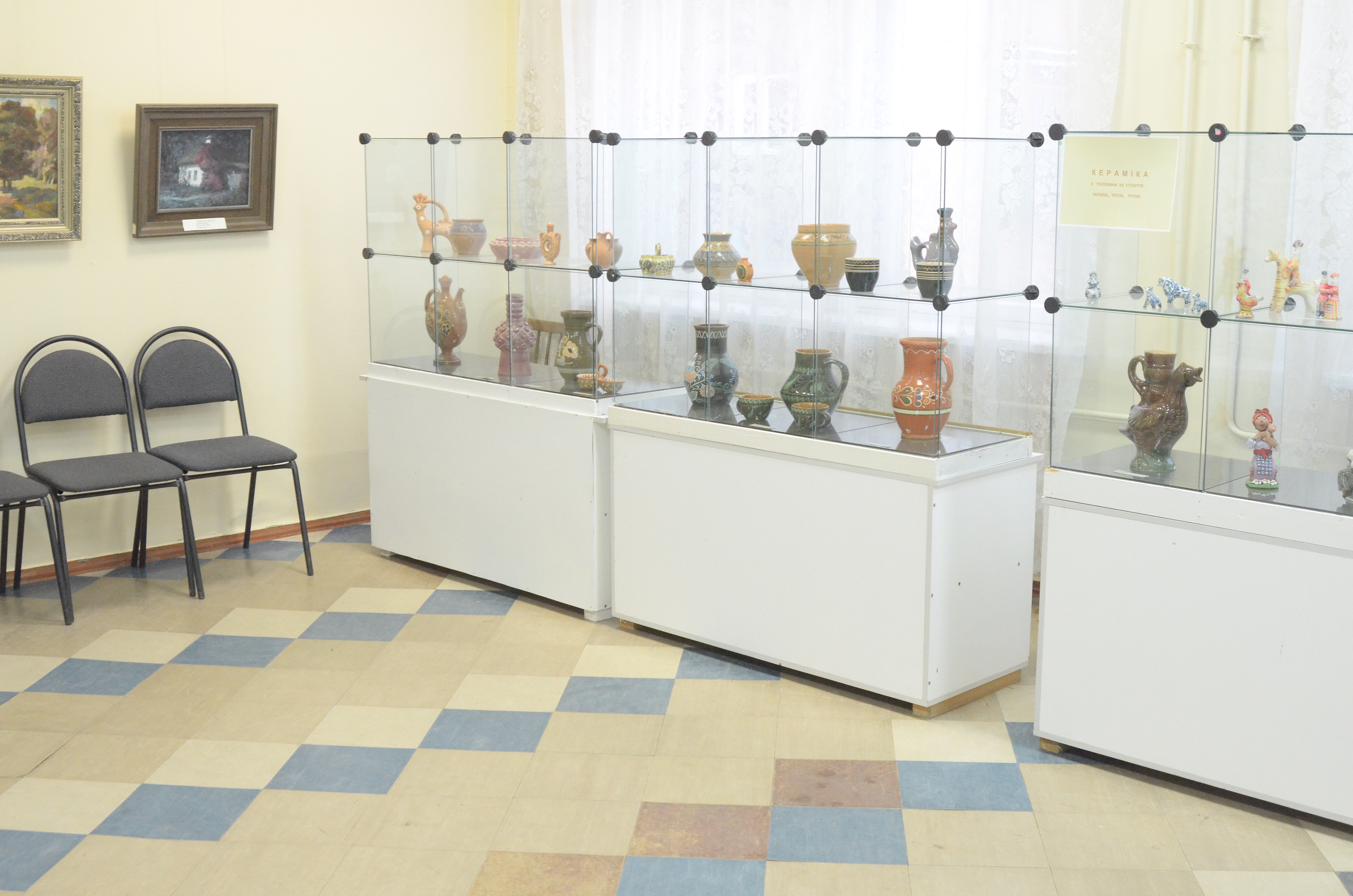
une salle.
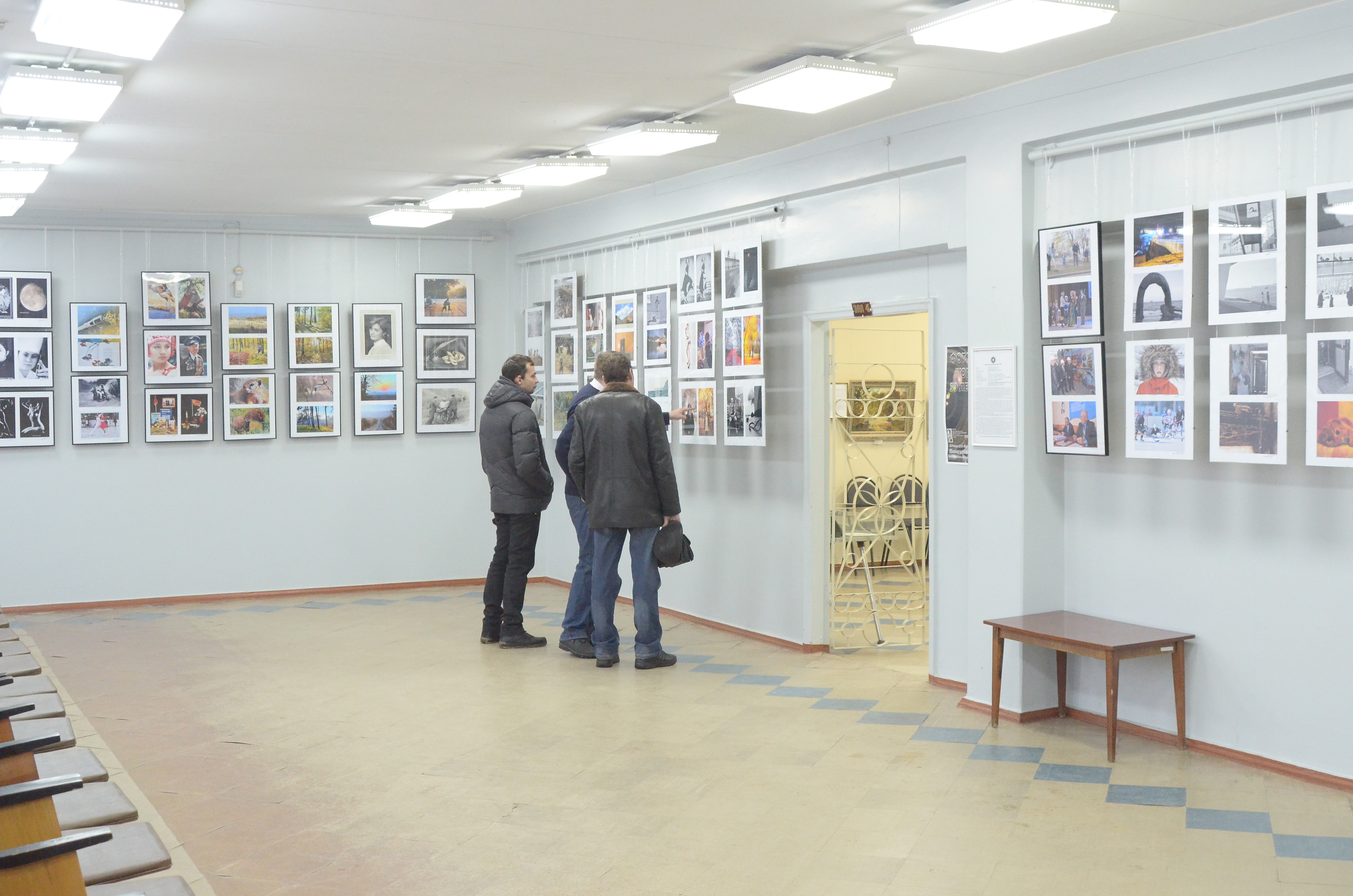
Exposition photographique de 2014.
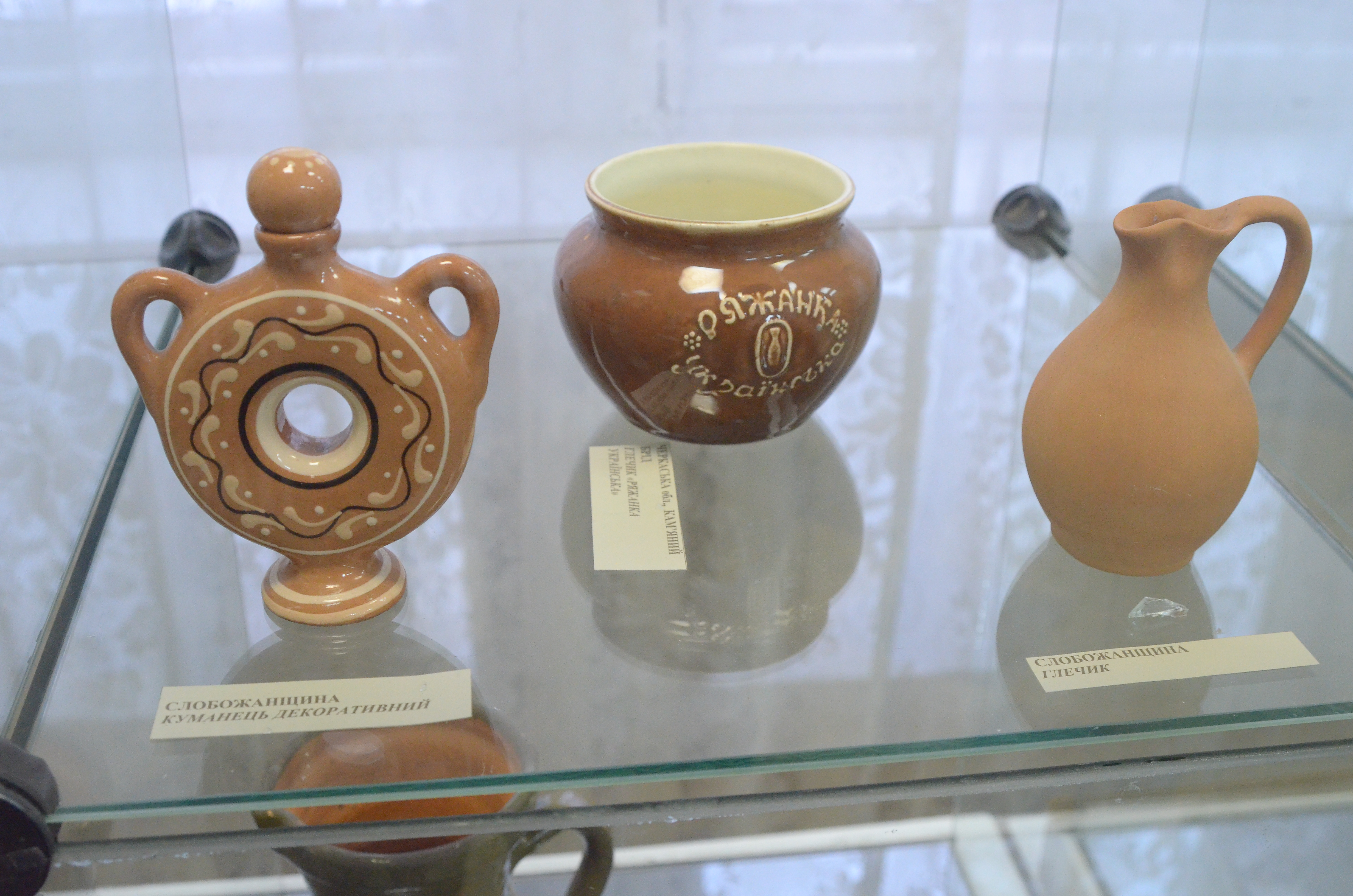
Céramiques.